# Бельский, Григорий Васильевич
 Григо́рий Васи́левич Бе́льский  (6 августа 1929, д. Тересины, Березинский район — 25 октября 1998) — советский деятель сельского хозяйства, агроном; Герой Социалистического Труда (1971).
Белорус. Окончил БСХА в 1960 году. С 1953 — агроном Березинской МТС, колхоза имени Крупской Березинского района. С 1955 в Горецком районе: агроном, председатель колхоза имени Кирова, руководитель отдела учебно-опытного хозяйства БСХА. С 1961 — председатель колхоза «Заветы Ильича» Горецкого района. С 1979 — председатель Горецкого районного комитета народного контроля.
Звание Героя было присвоено за успехи в развитии сельскохозяйственного производства.

## Память
- В Горках Могилёвской области на аллеи Героев Советского Союза и Социалистического Труда в его честь установлен мемориальный знак.
- В Белорусской государственной сельскохозяйственной академии (г. Горки Могилёвской области, Республика Беларусь) на аллее Героев Советского Союза и Социалистического труда в его честь посажен каштан и установлен мемориальный знак.